# La neige a fondu sur la Manicouagan

La neige a fondu sur la Manicouagan est un moyen métrage (58 min) québécois écrit, réalisé et monté par Arthur Lamothe, sorti en 1965.
Produit par l'Office national du film du Canada, c'est le premier film où Arthur Lamothe introduit de la fiction dans un documentaire.  Il puise dans les images de la Centrale Manic-5 prises deux ans plus tôt dans son documentaire De Montréal à la Manicouagan.
Pour ce film, Gilles Vigneault écrivit sa chanson Mon Pays,.

## Synopsis
Au plus fort de l'hiver, une femme (Monique Miller), confinée dans sa roulotte, s'ennuie de la ville et préfèrerait être au Mexique, pendant que son mari (Jean Doyon), ingénieur, participe avec enthousiasme à la construction du barrage.

## Fiche technique
- Production : Marcel Martin, ONF
- Réalisation : Arthur Lamothe
- Scénario : Arthur Lamothe
- Direction photo : Gilles Gascon
- Montage : Arthur Lamothe
- Prise de son, conception sonore : Maurice Blackburn, Claude Pelletier
- Musique : Gilles Vigneault

## Distribution
- Monique Miller
- Gilles Vigneault
- Jean Doyon
- Margot Campbell.